# Rally San Froilán de 1997
El Rally San Froilán de 1997, oficialmente 19.º Rallye San Froilán, fue la decimonovena edición, la undécima ronda de la temporada 1997 del Campeonato de España de Rally. Se celebró del 3 al 5 de octubre.

## Clasificación final
| Pos. | Piloto          | Copiloto             | Automóvil                | Tiempo | Diferencia |
| ---- | --------------- | -------------------- | ------------------------ | ------ | ---------- |
| 1.   | Daniel Alonso   | Salvador Belzunces   | Ford Escort Maxi Kit Car |        | 0.0        |
| 2.   | Sergio Vallejo  | Diego Vallejo        | Citroën Saxo VTS         |        |            |
| 3.   | Antonio Garrido | José Alfredo Álvarez | Subaru Impreza WRX       |        |            |
| 4.   | Pedro Burgo     | Marcos Burgo         | Peugeot 106 Rallye       |        |            |
| 5.   | Pablo Rey       | Óscar Lorenzo        | Citroën AX GTI           |        |            |
| 6.   | Bandera de ?    | Bandera de ?         |                          |        |            |
| 7.   | Bandera de ?    | Bandera de ?         |                          |        |            |
| 8.   | Bandera de ?    | Bandera de ?         |                          |        |            |
| 9.   | Bandera de ?    | Bandera de ?         |                          |        |            |
| 10.  | Bandera de ?    | Bandera de ?         |                          |        |            |